# Bocage

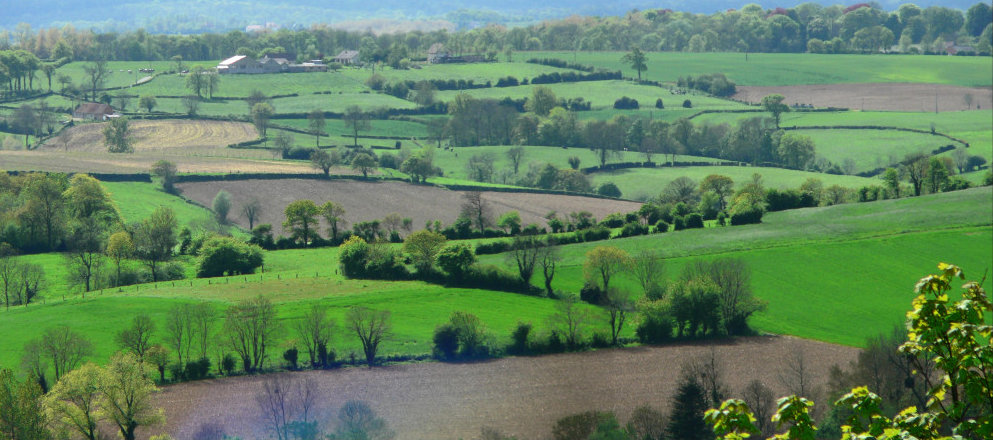
Bocage nel Boulonnais, Francia

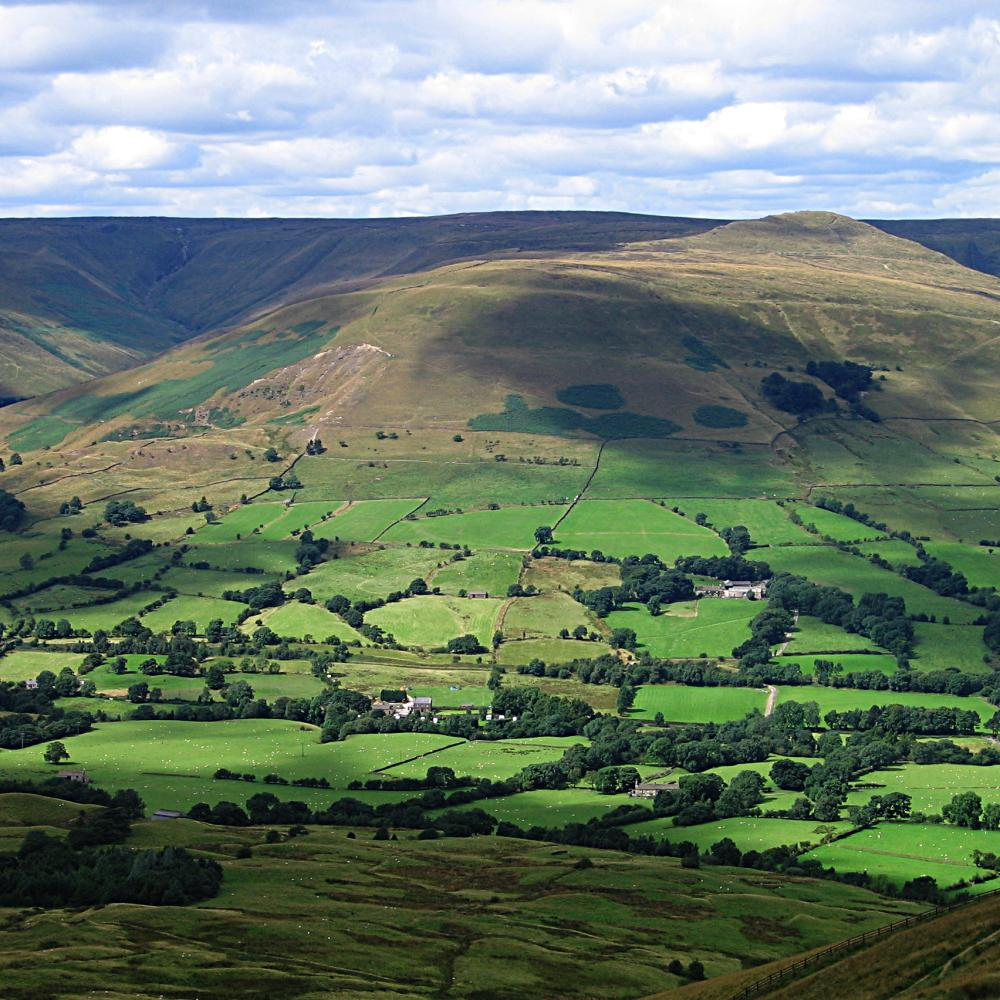
Bocage vicino alla collina Mam tor, nella contea di Derbyshire, Gran Bretagna

Bocage è una parola di origine normanna, entrata sia nella lingua francese sia in quella inglese, con cui ci si riferisce a un particolare tipo di paesaggio rurale che comprende piccoli boschi, siepi naturali e paludi frammiste a terreni coltivati di forma irregolare recintati, particolarmente presente nelle regioni nord-occidentali della Francia, come in Bretagna o in Normandia, e nel Regno Unito.

## Etimologia
Bocage deriva forse dal francese antico boscage, un piacevole e piccolo bosco. La forma boscage è stata usata in inglese, per indicare delle foglie decorative trovate su porcellana del XVIII secolo. L'etimologia più lontana potrebbe essere la parola francese "bosc", che significa bosco, ma il corrispettivo di bocage in lingue come quelle scandinave ed in altre lingue germaniche, lasciano pensare che derivi dal tardo latino, venendo quindi alla lingua scandinava che è poi diventata il franco-normanno si pensa che il suo percorso etimologico sia quest'ultimo.
La forma boscage sembra sviluppare il suo significato sotto l'influenza del romanticismo del XVIII secolo. La forma bocage si è diffusa con l'inglese durante la Seconda guerra mondiale e si riferisce ad un misto tra prato, terreno bosco e terreno agricolo o da pascolo, con la presenza di strade tortuose e altri sentieri sterrati, tutti delimitati da siepi e staccionate. È il tipico paesaggio che si trova in Inghilterra nel Devon.
Nel 1934, il Nouveau Petit Larousse ha definito bocage come bosquet, un piccolo bosco, un bosco piacevolmente ombreggiato e un bosquet con pochi alberi raccolti in piccoli gruppi. Dal 2006, la definizione del Petit Larousse è diventata: la regione dove i campi ed i prati sono racchiusi in un terreno che presenta barriere naturali o file di alberi e dove le abitazioni sono rarissime e sono per lo più poderi o piccoli villaggi.

## Nell'agricoltura
Il bocage è idealmente adattato alla produzione di foraggio ed al pascolo e produce frutta, selvaggina e funghi. Fra i tipici vantaggi e svantaggi legati al bocage si possono annoverare:
- Una migliore ritenzione e protezione idrica come anche una forte limitazione dell'erosione agricola. In occidente, quando sono stati costituiti, i lotti inquadrati di recinti, terrapieni, argini e fossati hanno contribuito a conservare fiumi puliti dove sono abbondanti salmoni e trote.
- Durante la stagione umida, i fossati drenano il suolo. I terrapieni frenano lo scorrimento dell'acqua limitando così il deterioramento e la distruzione della terra coltivabile. Le recinzioni proteggono dal vento le colture e il bestiame. In Bretagna, in molti casi, i fossati sono sufficientemente ampi da formare un sentiero cavo.
- Mentre nella stagione secca i fossati idratano il suolo aumentando il rendimento agricolo.
- La recinzione arborea fornisce in caso di necessità legna da ardere e legname da costruzione come anche protegge spesso gli alberi da frutto, che completano la produzione dei campi.
- Il bocage richiede tuttavia una manutenzione costante. Infatti fossati e terrapieni devono essere sistemati, le siepi devono essere tagliate e potate quando il tempo o il bestiame le hanno deteriorate.
- D'altra parte la protezione contro il vento e il sole, così vantaggiosa in estate, d'inverno può causare diversi problemi alle coltivazioni. Il lavoro di manutenzione viene in parte compensato dalla produzione di legna da ardere e di foraggio che oggi non hanno più interesse per gli agricoltori e che per questo eliminano le siepi e gli alberi bruciandoli sul posto.